# Памятник Ленину (Караганда)

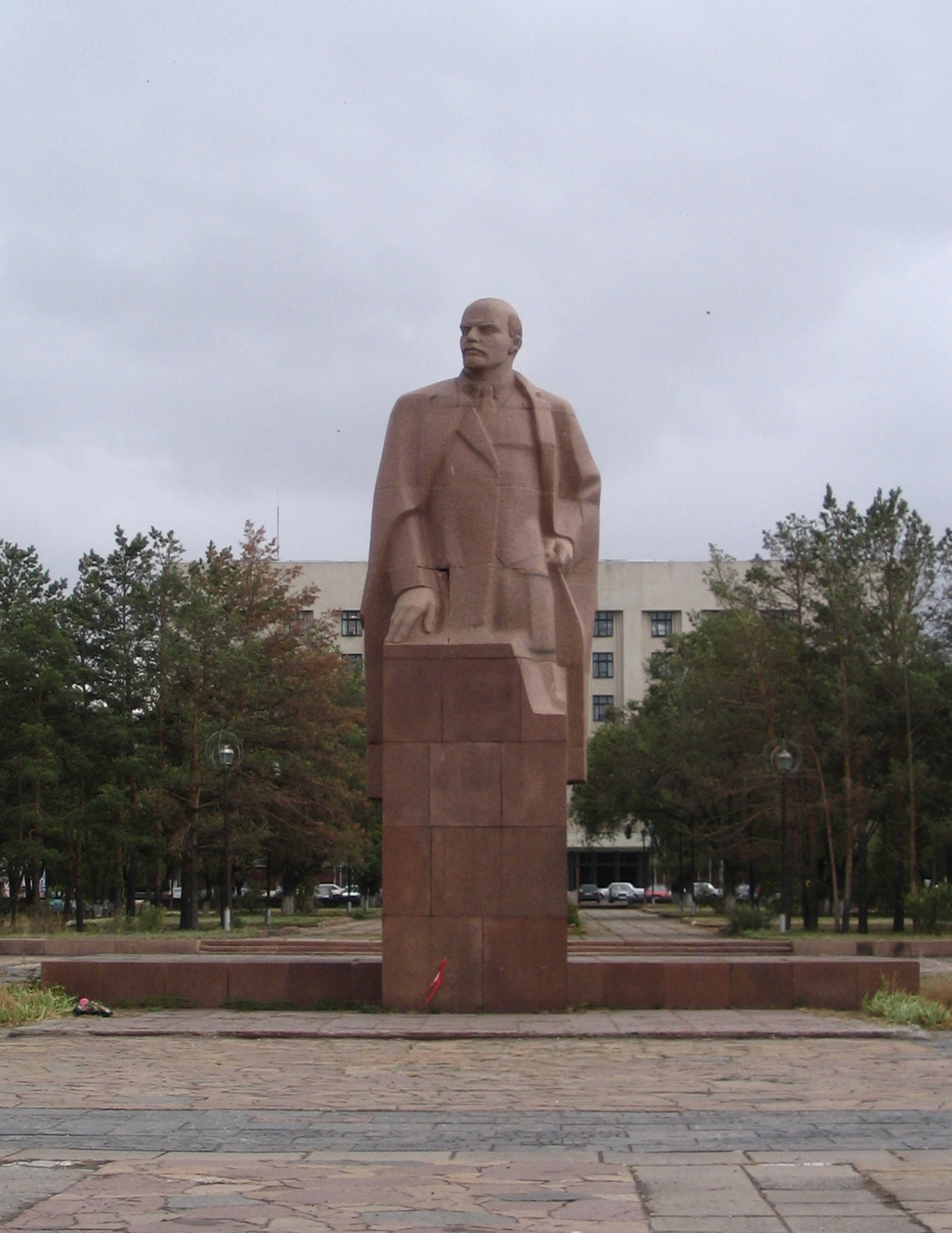
Памятник Ленину с «раной» (в настоящее время на этом месте установлен монумент Независимости).

Памятник Владимиру Ильичу Ленину в Караганде — скульптурно-монументальный памятник, установленный в 1970 году в Караганде (Казахстан). Самый крупный охраняемый государством гранитный памятник Ленину из всех памятников бывшего Советского Союза и самый крупный монумент города.

## История
Над монументом более четырёх лет работала группа из карагандинских архитекторов С. Мордвинцева, Э. Ефанова, И. Н. Былинкина, Э. Меликова, и скульпторов Лавинского и Ю. Гуммеля (последний получил за памятник Государственную премию).
Памятник был установлен в 1970 году, в год 100-летия со дня рождения Ленина. С 1975 года находился под охраной государства; входил в Государственный список памятников истории и культуры Казахской ССР республиканского значения.

### Повреждение
Ранним утром 12 декабря 2000 года группа рабочих окружила монумент строительными лесами и вбила в правый бок памятника пару железных прутьев. На монументе образовалось отверстие размером примерно 40×15×60 см. Узнав о происходящем, местные коммунисты не позволили продолжить работу.
На следующий день, 13 декабря, депутаты Карагандинского городского маслихата собрались на внеочередную сессию, на которой было постановлено обратиться в прокуратуру Советского района по факту самоуправства и нанесения ущерба монументу, находящемуся в охранном списке Госинспекции Республики Казахстан по охране культурного наследия в качестве памятника республиканского значения. Акиму Караганды было поручено провести служебное расследование в отношении случившегося акта вандализма.
Один из авторов памятника, скульптор Ю. В. Гуммель, заявил в его защиту:

Этот памятник — не копия. Монумент абсолютно оригинален. Дело даже не в идеологии. Памятник интересен как предмет искусства. Поэтому он и был поставлен под охрану государства примерно в 1976 году. Эпоха его прошла, но никто еще не знает, что лучше. Если бы египетские пирамиды и сфинкса уничтожали, с чем бы мы сейчас остались?
Тем не менее, в 2003 году памятник был исключён из списка памятников истории и культуры Казахстана с формулировкой: «в связи с утратой историко-культурной ценности отдельных объектов истории и культуры».

### Перенос
Демонтаж памятника начался 6 декабря 2010 года. В тот же день состоялась акция протеста коммунистов, которая была разогнана правоохранительными органами; часть демонстрантов была задержана. Памятник был распилен на 7 частей, после чего перевезён и заново собран на новом месте, в сквере за кинотеатром Ленина на улице Мустафина (бывшей улице Ленина).
На его прежнем месте была установлена стела, посвящённая 20-летию независимости Казахстана.

## Описание
Монумент изготовлен из крупных блоков розового гранита. Составляющие его блоки плотно притёрты друг к другу и спаяны внутренними железными стяжками и цементом. Вес памятника — 202 тонны, высота — 10,5 метров.

## Другие скульптуры Ленина

Композиция «Ленин и Горький»

До 1990-х годов в Караганде существовало не менее 4 крупных скульптур и скульптурных композиций, посвящённые Ленину. Кроме вышеописанного памятника, из них сохранились:
- скульптурная композиция «Ленин и Горький» возле «Дворца детей и юношества»[3];
- «Ленин в молодые годы» в Центральном парке[4].